# 王回 (1048年)
王回(1048年—1100年)，字景深。福建仙游人，宋朝进士。
王回曾任松滋县令、宗正寺簿。元符年间(1098～1100年)，以荐为睦亲宅讲书。因邹浩得罪，下诏狱，除名停废。宋徽宗即位后，复职，任监察御史。数日卒。